# Tip Toland
Tip Toland, née à Pottstown, en Pennsylvanie, le 9 mai 1950, est une céramiste américaine. 

## Biographie
Elle obtient un bachelor of arts en céramique à l'Université du Colorado en 1975 et un master of arts à l'Université d'État du Montana en 1981. En 1984, Tip Toland s'installe à Seattle. Elle enseigne à l'Université d'État de Louisiane, l'Université de Washington, l'Université du Montana et l'Université d'État du Montana.   
Ses œuvres figuratives font partie du mouvement hyperréaliste.  
Les premières œuvres de Tip Toland sont des reliefs muraux en bois, en argile et en pigment. Ses sculptures en grès  sont proches de la dimension réelle, parfois plus grandes. Elle utilise la peinture, la technique de l'encaustique et des matériaux rééls tels les cheveux pour créer des personnages très proche de la réalité. Ses réalisations sont empreintes d'empathie. Tip Toland cherche à montrer la vulnérabilité de l'être humain. The Whistlers, œuvre réalisée en 2005 représentent deux bustes de  femmes qui se ressemblent, se font face et semblent s'entraîner à siffler.
L'exposition La persécution des personnes atteintes d'albinisme en Tanzanie qui a lieu au Portland Art Museum en 2014 comprend des représentations hyperréalistes d'enfants et d'adolescents atteints d'albinisme, attirant l'attention sur les préjugés et les persécutions auxquelles les personnes sont confrontées dans certains pays d'Afrique de l'Est.
Un autoportrait est exposé à Nantes en 2023, lors de l'exposition Hypersensible.

## Expositions
- Galerie Pacini Lubel, 2007
- Melt : The Figure in Clay, Bellevue Arts Museum, Bellevue, 2008 - 2009  [7]
- Apex : Tip Toland, Portland Art Museum, Portland, 2014[8]
- The Persecution of People with Albinism in Tanzania, Portland Art Museum, Portland, 2015[5]